# Euprepina knutsoni
Euprepina knutsoni är en tvåvingeart som beskrevs av Hull 1971. Euprepina knutsoni ingår i släktet Euprepina och familjen svävflugor.
Artens utbredningsområde är Bolivia. Inga underarter finns listade i Catalogue of Life.